# Synagoge (Uschhorod)

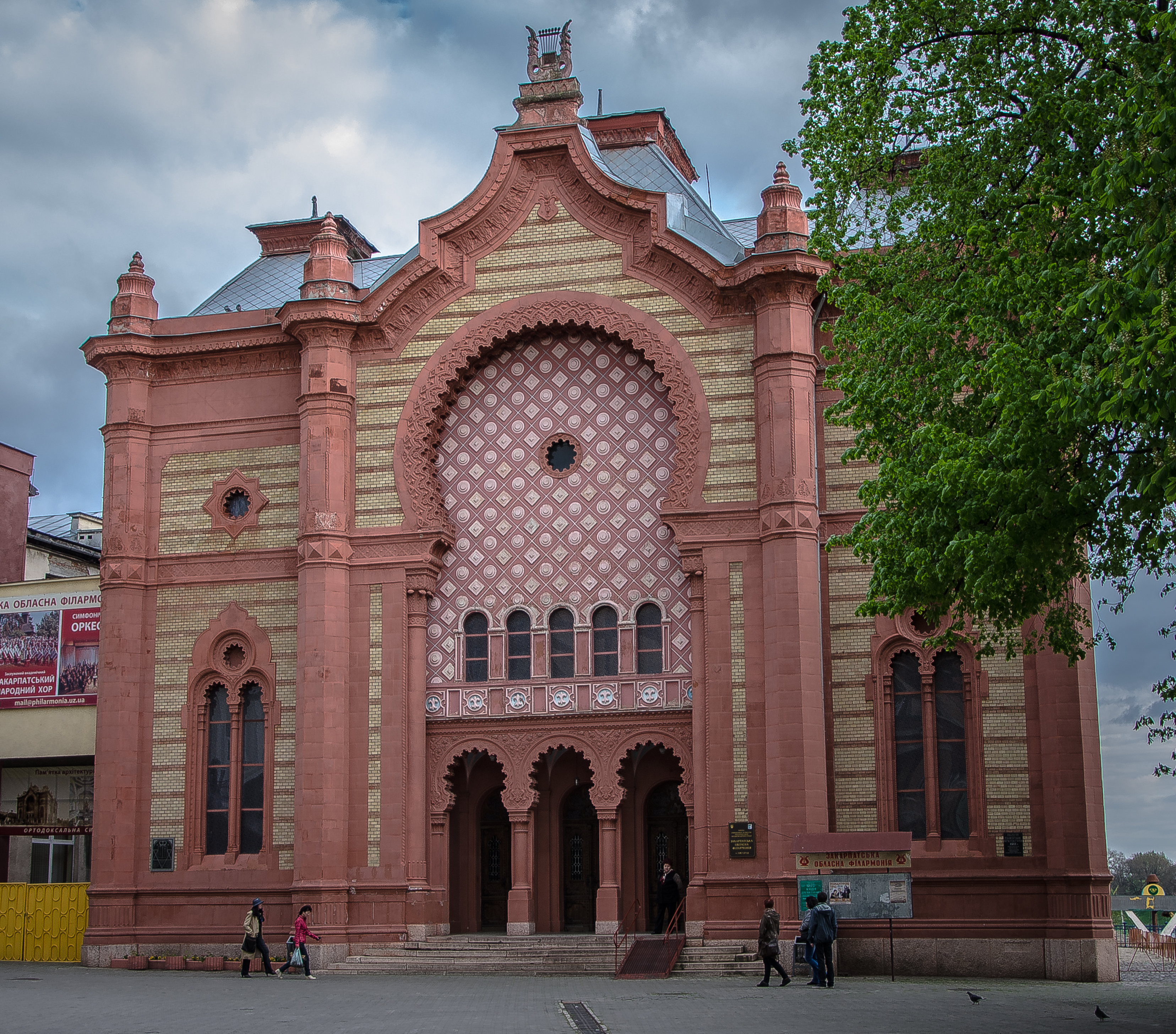
Synagoge in Uschhorod

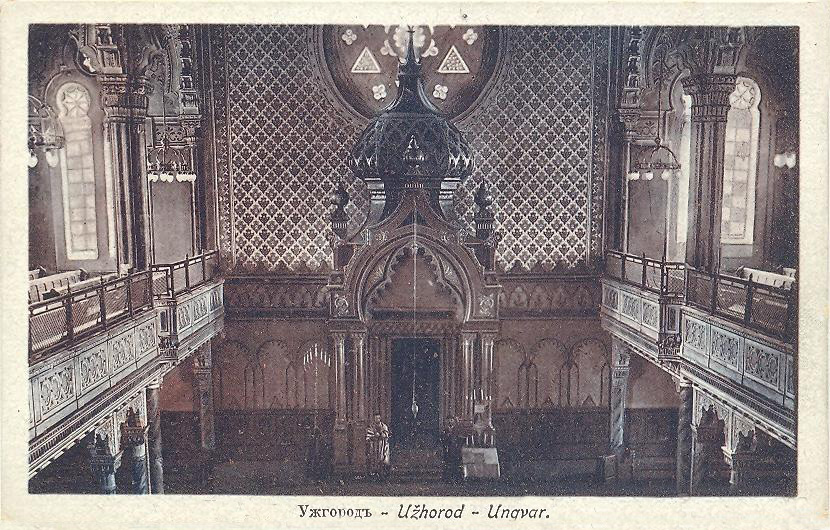
Innenansicht (um 1920)

Die Synagoge in Uschhorod, der heutigen Hauptstadt der Oblast Transkarpatien in der Ukraine, wurde 1904 bis 1910 errichtet. Die profanierte Synagoge ist ein geschütztes Kulturdenkmal. Sie befindet sich in der Innenstadt am Nordufer des Usch.
Die Synagoge im Stil des Historismus wurde nach Plänen der Architekten Gyula Papp und Ferenc Szabolcs errichtet. Das Gebäude wird heute als Philharmonie genutzt.